# 广州轻工集团
廣州輕工集團，全称廣州輕工工貿集團有限公司，是广州市市属的大型企业集团公司，以日用消费品为主业，生产的著名产品包括555电池、浪奇洗衣液、双鱼乒乓球、三角牌电饭锅、钻石牌电风扇、鹰金钱罐头、亚洲汽水、“广氏”菠萝啤等，同时从事旧产房的更新改造运营，如T.I.T品牌系列园区等。

## 历史[2]
1950年9月，成立前身「廣州市合作事業管理局」；
1951年7月，成立「廣州市合作總社」；
1954年6月，成立「广州市手工业管理局」；
1955年2月，成立「广州市第三工業局」；
1957年4月，成立「广州市輕工業局」和「廣州市食品工業局」；
1965年3月，成立「广州市手工業管理局」更名「廣州市第二輕工業局」；
1995年10月12日，「广州市輕工業局」更名「廣州市越興企業集團公司」；
1996年1月，「广州市第三輕工業局」更名「廣州二輕集團（控股）有限公司」；
1998年8月，輕工集團及二輕集團合併為「廣州輕工集團有限公司」；
1998年10月12日，輕工集團及二輕集團合併為「廣州輕工集團有限公司」；
2000年6月，輕工集團及輕出集團合併為「廣州輕工工貿集團有限公司」；
2002年5月，廣州輕工收購广州包装印刷集团有限责任公司、广州畜产进出口公司、广州土产进出口公司、中国包装进出口广州公司。
2005年11月21日，从广州市国有资产监督管理委员会收購從其所持的浪奇實業58.93%股權。
2011年10月，收購高力电池实业公司、广州越高电池有限公司。
2014年1月，收購广州市对外贸易总公司、广州市润通华经贸发展有限公司。
2017年5月，收購广州纺织工贸企业集团有限公司。
2018年12月，收購广州纺织工贸企业集团有限公司。

## 旗下企业
- 广州市浪奇实业股份有限公司（广州硬化油厂）
- 广州百花香料股份有限公司（广州百花香料厂）
- 广州华糖食品有限公司（广州华侨糖厂）
- 广州鹰金钱食品集团有限公司（广东罐头厂）
- 广州市虎头电池集团有限公司（广州电池厂）
- 广东三角牌电器股份有限公司
- 亞洲汽水